# Чандра Раджешвар Рао
Чандра Раджешвар (Раджишвара) Рао (Chandra Rajeswara Rao, телугу చండ్ర రాజేశ్వరరావు; 6 июня 1914, Мангалапурам, Мадрасское президентство, Британская Индия, ныне штат Андхра-Прадеш — 9 апреля 1994) — индийский государственный и политический деятель. Был одним из лидеров восстания Телангана (1946—1951) и генеральным секретарём Коммунистической партии Индии (КПИ) в течение 28 лет, прежде чем в 1992 году оставил эту работу по состоянию здоровья.

## Биография
Происходил из зажиточной крестьянской семьи из народа телугу. Он родился 6 июня 1914 года в деревне Мангалапурам, округ Кришна (ныне штат Андхра-Прадеш). Он получил медицинское образование в Бенаресском индуистском университете в Варанаси и в медицинском колледже в Вишакхапатнаме.
Чандра Рао вступил в Коммунистическую партию Индии (КПИ) в 1931 году. В 1943—1952 годах был секретарём комитета партии в провинции Андхра, в 1950 году был избран в Политбюро, а в 1958-м — в Центральный исполнительный комитет КПИ. Тогда же, в 1950—1951 годах, впервые занимал должность генерального секретаря ЦК КПИ.
Чандра Рао был заместителем председателя Всеиндийского крестьянского союза (Кисан Сабха, Крестьянская лига) в 1954 и 1955 годах. На фоне раскола в Компартии и образования Коммунистической партии Индии (марксистской) в июне 1964 года стал секретарём Национального совета КПИ. В декабре 1964 года он был избран генеральным секретарём Коммунистической партии Индии.
Автор работ по проблемам политического и экономического развития Индии, а также по вопросам международного коммунистического движения. Награждён орденом Ленина (1974) — «за активное участие в борьбе за мир, демократию и социальный прогресс, большой вклад в дело укрепления дружбы и сотрудничества между советским и индийским народами и в связи с 60-летием со дня рождения». Скончался в 1994 году.